# Florin Răducioiu
Florin Răducioiu född 17 mars 1970 i Bukarest, är en rumänsk före detta fotbollsspelare som deltog i fotbolls-VM 1994. I kvartsfinalmatchen mot Sverige gjorde han Rumäniens båda mål, varav ett i förlängningen.
Han började spela i Dinamo Bukarest. Därefter spelade han bland annat i AC Milan och i Brescia.